# Calvecchia
Calvecchia (Calvecja [kalˈvɛt͡ɕa] in veneto) è una frazione di San Donà di Piave, nella città metropolitana di Venezia. Si trova nell'area a nord del comune e confina con Ceggia. È attraversata da via Calvecchia (SS 14) che collega San Donà a Ceggia.
Ci possiamo trovare una chiesa nei pressi della quale ogni anno si tiene la sagra cittadina, nel periodo luglio-agosto. Vi sono due parchi e un campo da calcio, utilizzato per gli allenamenti delle nostre squadre di calcio e quelle di San Donà.